# Misumenops gibbosus
Misumenops gibbosus es una especie de araña cangrejo del género Misumenops, familia Thomisidae. Fue descrita científicamente por Blackwall en 1862.

## Distribución
Esta especie se encuentra en Brasil.